# Nemocnice Motol
Nemocnice Motol (Nederlands: Motol ziekenhuis) is een metrostation in Praag.
Het is de eindbestemming van lijn A van de metro van Praag. Het station is geopend in 2015, de lijn opende vanaf Deyvická. Dat geopende stuk is volledig ondergronds. Alleen het station Nemocnice Motol heeft een glazen overkapping op het station.

Nemocnice Motol · Petřiny · Nádraží Veleslavín · Bořislavka · Dejvická · Hradčanská · Malostranská · Staroměstská · Můstek · Muzeum · Náměstí Míru · Jiřího z Poděbrad · Flora · Želivského · Strašnická · Skalka · Depo Hostivař